# José Leitón
José Martín Leitón Rodríguez (Moravia, San José, Costa Rica, 6 de agosto de 1993) es un futbolista costarricense que juega de interior izquierdo en la Asociación Deportiva Sarchí de la Segunda División de Costa Rica.

## Trayectoria
A diferencia de otros futbolistas costarricenses, Leitón no fue desarrollado en las ligas menores ni en escuelas de fútbol, sino que sus habilidades fueron mostradas a una edad tardía. Es proveniente de La Trinidad de Moravia, donde su primer encuentro de carácter informal se dio a partir de los catorce años, quedándose en el banquillo en esa oportunidad. Participó en un torneo realizado en San Jerónimo del cantón moraviano y, una vez finalizado, su hermano le consiguió una prueba en el Deportivo Saprissa. José, sin saber la metodología de estos entrenamientos, fue corregido en numerosas ocasiones por el entrenador a cargo del equipo. Habiendo sido observado por varios días en el conjunto morado, los dirigentes le informaron que le llamarían de vuelta. Posteriormente se marchó en su bicicleta hacia Vázquez de Coronado, con diecisiete años, con el motivo de mostrarse en el Club Sport Uruguay, donde fue recibido por el estratega Carlos Watson. Fue parte de las prácticas con los lecheros por una semana, y al último día fue convocado por Paulo Wanchope para arreglar su situación contractual, la cual Leitón desconocía. Fue firmado por un periodo de tres años y con perseverancia se enfocó a aprender y trabajar. Su buen nivel le hizo ser ascendido al plantel principal y decidió quedarse con los coronadeños pese a recibir el llamado de Enrique Rivers, director de liga menor saprissista.
Debutó en 2012 con el grupo absoluto que militó en Segunda División y a su vez vio acción en el alto rendimiento, el cual fue la única categoría menor que tuvo. Fue parte de la nómina que ganó la final de promoción de ascenso sobre Carmelita ese año, coronándose campeón.
Permaneció tres años ligado a la institución hasta el fin de su contrato. Estadísticamente contabilizó catorce presencias en los torneos de liga y dos en copa.
En 2015 salió del equipo lechero con una lesión y laboró en un supermercado de Sarchí como acomodador de productos. Una noche de junio le llegó la lamentable noticia en la que su casa se había incendiado y consumido todas sus pertenencias, incluyendo su indumentaria deportiva. Su padrastro y madre no tuvieron afectaciones graves, pero esta situación le hizo pensar en dejar el fútbol. Sus amigos, al conocer acerca de ello, le ayudaron al obsequiarle el calzado para seguir entrenando y fue llevado a la Asociación de Jugadores Profesionales siendo agente libre.
Recuperado anímica y físicamente, fue fichado por el Puntarenas de la Segunda División, bajo la dirección técnica del entrenador debutante Walter Centeno. Disputó únicamente el Torneo de Apertura 2015, fue rescindido el 10 de noviembre y en enero del año siguiente regresó al Uruguay de Coronado, esto tras haber realizado pruebas que convencieron a los directivos.
El 20 de marzo de 2016 llevó a cabo su primer gol en la Primera División, en el juego como local contra Pérez Zeledón para la victoria con cifras de 3-0. Los coronadeños sufrieron siete derrotas consecutivas en el último tramo del Campeonato de Verano, lo que repercutió en el descenso de su club tras finalizar de último en la tabla general acumulada.
Después de perder la categoría, José firmó con el Herediano el 15 de mayo de 2016, por un periodo de tres años. En su primer torneo, el Invierno 2016, el jugador solamente vio acción en cuatro encuentros, debido a la alta competencia en todas las posiciones. Su conjunto fue segundo en la tabla de la fase de clasificación, así como en la cuadrangular, ambas por detrás del Deportivo Saprissa, quedando subcampeón.
Para el Campeonato de Verano 2017, el centrocampista aprovechó las ausencias de muchos de sus compañeros a las selecciones, tanto juvenil como la absoluta, para ganarse un puesto en la titularidad del entrenador Hernán Medford. Contribuyó con tres anotaciones en total en los triunfos ante rivales como Alajuelense, San Carlos y Limón. Su grupo fue segundo en la fase regular, pero se hizo con el liderato en la cuadrangular y llevó a cabo la serie final frente al Deportivo Saprissa, ganando los partidos de ida y vuelta. Con esto José obtuvo su primer título de liga en su carrera y logró una regularidad de veintitrés juegos desarrollados.
El 10 de agosto de 2017, se hizo de manera formal su pase al Minnesota United de la máxima categoría de Estados Unidos. Leitón se incorporó a su primer equipo fuera de su país en condición de préstamo por un año, con alternativa a una eventual compra hasta julio de 2018. Sin embargo, el 13 de marzo de 2018, el club decidió finalizar su ligamen de cedido de manera prematura, dejándolo con solamente una participación oficial.

## Selección costarricense
El centrocampista fue seleccionado, el 16 de junio de 2017, en la lista oficial del director técnico Óscar Ramírez para la realización de la Copa de Oro de la Concacaf que tuvo lugar en Estados Unidos. Sin embargo, al ser una nómina de veintiséis futbolistas en la cual viajarían veintitrés, el 29 de junio se confirmó que el interior quedó fuera de la competencia, al igual que Jimmy Marín y Juan Pablo Vargas. El 16 de julio llegó como reemplazo de Christian Bolaños para tomar un puesto en la fase eliminatoria del certamen. Su selección abrió la jornada de los cuartos de final el 19 de julio en el Lincoln Financial Field de Philadelphia, Pennsylvania, contra Panamá. Un testarazo del rival Aníbal Godoy mediante un centro de David Guzmán, al minuto 76', provocó la anotación en propia puerta de los panameños, lo que favoreció a su combinado en la clasificación a la otra instancia por el marcador de 1-0. La participación de su escuadra concluyó el 22 de julio en el AT&T Stadium, con la única pérdida en semifinales de 0-2 ante Estados Unidos. Por su parte, Leitón debutó como internacional absoluto en este juego, tras ingresar de cambio al minuto 79' por David Guzmán.

## Clubes
| Club                             | País           | Año         |
| -------------------------------- | -------------- | ----------- |
| C.S. Uruguay de Coronado         | Costa Rica     | 2012 - 2015 |
| Puntarenas F.C.                  | Costa Rica     | 2015        |
| C.S. Uruguay de Coronado         | Costa Rica     | 2016        |
| C.S. Herediano                   | Costa Rica     | 2016 - 2020 |
| Minnesota United F.C. (Préstamo) | Estados Unidos | 2017 - 2018 |
| C.S. Herediano                   | Costa Rica     | 2018 - 2019 |
| Municipal Grecia                 | Costa Rica     | 2020        |
| Sporting F.C                     | Costa Rica     | 2020        |
| Municipal Grecia                 | Costa Rica     | 2021        |
| A.D Barrio México                | Costa Rica     | 2022        |
| A.D Guanacasteca                 | Costa Rica     | 2022        |
| A.D Sarchí                       | Costa Rica     | 2023 - Act  |

## Palmarés

### Títulos nacionales
| Título                         | Club                     | País       | Año  |
| ------------------------------ | ------------------------ | ---------- | ---- |
| Segunda División de Costa Rica | C.S. Uruguay de Coronado | Costa Rica | 2012 |
| Primera División de Costa Rica | C.S Herediano            | Costa Rica | 2017 |
| Primera División de Costa Rica | C.S Herediano            | Costa Rica | 2018 |
| Primera División de Costa Rica | C.S Herediano            | Costa Rica | 2019 |

### Títulos internacionales
| Título        | Club           | País     | Año  |
| ------------- | -------------- | -------- | ---- |
| Liga Concacaf | C.S. Herediano | Honduras | 2018 |